# Daugavpils Station
Daugavpils Station (lettisk: Daugavpils Pasažieru parks) er den største jernbanestation i byen Daugavpils i det sydøstlige Letland.
Stationen ligger på Riga – Daugavpils jernbanen i Letland.

## Historie
Stationen åbnede i 1861 som Dünaburg Station, en banegård i det daværende Russiske Kejserrige. Efter opførslen af jernbanen mellem Daugavpils og Vitebsk i 1866 steg trafikken betydeligt, og Daugavpils Station blev station for passagerer på begge jernbanelinjer. Eftersom Sankt Petersborg – Warszawa jernbanen også passerede igennem Dvinsk Station, som den omdøbtes til i 1893, så blev denne station et meget vigtigt trafikknudepunkt. Efter Republikken Letlands nyvundne selvstændighed fik stationen det nye navn Daugavpils I pasažieru (Daugavpils 1. passagerbanegård) i 1919, da Daugavpils I preču (Daugavpils 1. godsbanegård) oprettedes én kilometer fra passagerbanegården i retning mod Indra Station. Daugavpils Station og resten af byen lagdes i ruiner under 2. verdenskrig, men blev opbygget efter krigen. Den nuværende stationsbygning opførtes efter tegninger af arkitekten B. Sudoplatov.